# Фондреман
Фондрема́н (фр. Fondremand) — коммуна во Франции, находится в регионе Франш-Конте. Департамент — Верхняя Сона. Входит в состав кантона Рьоз. Округ коммуны — Везуль.
Код INSEE коммуны — 70239.

## География
Коммуна расположена приблизительно в 320 км к юго-востоку от Парижа, в 26 км севернее Безансона, в 19 км к юго-западу от Везуля.
По территории коммуны протекает река Ромен. Около половины территории коммуны покрыто лесами.

## Население
Население коммуны на 2010 год составляло 173 человека.
| 1962 | 1968 | 1975 | 1982 | 1990 | 1999 | 2010 |
| ---- | ---- | ---- | ---- | ---- | ---- | ---- |
| 138  | 129  | 132  | 135  | 153  | 161  | 173  |

## Экономика
В 2010 году среди 117 человек трудоспособного возраста (15—64 лет) 92 были экономически активными, 25 — неактивными (показатель активности — 78,6 %, в 1999 году было 74,1 %). Из 92 активных жителей работали 88 человек (45 мужчин и 43 женщины), безработных было 4 (3 мужчины и 1 женщина). Среди 25 неактивных 4 человека были учениками или студентами, 13 — пенсионерами, 8 были неактивными по другим причинам.

## Достопримечательности
- Замок и его башня (XII век). Исторический памятник с 2004 года[3]
- Церковь Рождества Богоматери. Исторический памятник с 1927 года[4]
- Дом приходского священника (1772 год). Исторический памятник с 2008 года[5]
- Старая маслобойня (XIX век). Исторический памятник с 1997 года[6]

## Фотогалерея
- Замок
- Интерьер церкви Рождества Богоматери
- Мэрия и военный мемориал
- Старая маслобойня